# Loren Acton
Loren Wilbur Acton est un astronaute et physicien américain né le 7 mars 1936 à Lewistown, au Montana.

## Biographie
Loren Acton a obtenu un baccalauréat universitaire ès sciences à la Montana State University en 1959, et un doctorat de philosophie de la physique solaire de l'université du Colorado à Boulder en 1965.
Acton était le scientifique principal au sein du personnel du Space Sciences Laboratory, Lockheed Palo Alto Research Laboratory, en Californie. En tant que chercheur, ses fonctions principales ont été notamment de mener des études scientifiques sur le Soleil et autres objets célestes à l'aide d'instruments optiques et de servir en tant que co-chercheur dans l'une des 2 expériences Spacelab, le Solar Optical Universal Polarimeter. Il a été sélectionné comme l'un des quatre spécialistes de charge utile de Spacelab 2 le 9 août 1978, et après sept années de formation, il a volé sur la mission STS-51-F/Spacelab-2. À la fin de la mission, Acton avait parcouru plus de 2,8 millions de miles et 126 orbites terrestres, il avait passé plus de 190 heures dans l'espace.
Il est marié et père de deux enfants. En 2006, il a concouru dans les élections pour être le représentant du 69e District de l'État du Montana, en tant que candidat démocrate. Il a perdu contre le républicain sortant, Jack M. Wells, de Belgrade (Montana).
Acton est actuellement enseignant-chercheur de physique au sein du Groupe de Physique Solaire à la Montana State University, où il supervise le groupe de physique solaire, qui porte sur un programme de recherche qui soutient activement la NASA. Le groupe participe entre autres au fonctionnement et à l'utilisation scientifique du satellite anglo-américano-japonais Yohkoh, mission d'études physiques de la haute énergie solaire. Ce satellite transporte un télescope à rayons X, préparé sous la direction d'Acton, pour l'étude des émissions solaires à haute énergie, tels que les éruptions solaires. Les émissions primaires de la haute atmosphère extrêmement chaude du Soleil et la couronne solaire, sont mesurées et observées en Rayons X, avec une haute résolution et avec une durée d'exposition prolongée, un effort pour savoir pourquoi le Soleil a une couronne si active et pourquoi elle varie en intensité aussi fortement en réponse au cycle de 11 ans des taches solaires.

## Vols réalisés
Il réalise un unique vol en tant que spécialiste de charge utile pour le Lockheed Palo Alto Research Laboratory, le 29 juillet 1985, à bord du vol Challenger STS-51-F.